# Johana Kaiserová
Johana Kaiserová (* 24. ledna 2000) je česká sprinterka, jejíž specializací je běh na 100 metrů, včetně štafety 4x100 m. Od roku 2014 běhá pod Univerzitním sportovním klubem Praha. Je mistryní České republiky v běhu na 100 metrů a i v běhu na 200 metrů v kategorii do 22 let. Její osobní rekord na 100 metrů je 11.58 s, zaběhnutých v rakouském St. Pöltenu. Podle world rankings je v pořadí na 322. místě a má 1086 bodů.
Studuje biologii na Univerzitě Karlově.